# Franz Josef Kranewitter
Franz Josef Kranewitter (* 31. Mai 1893 in Nassereith; † 2. November 1974 in Zams) war ein österreichischer Bildhauer und Maler.

## Leben

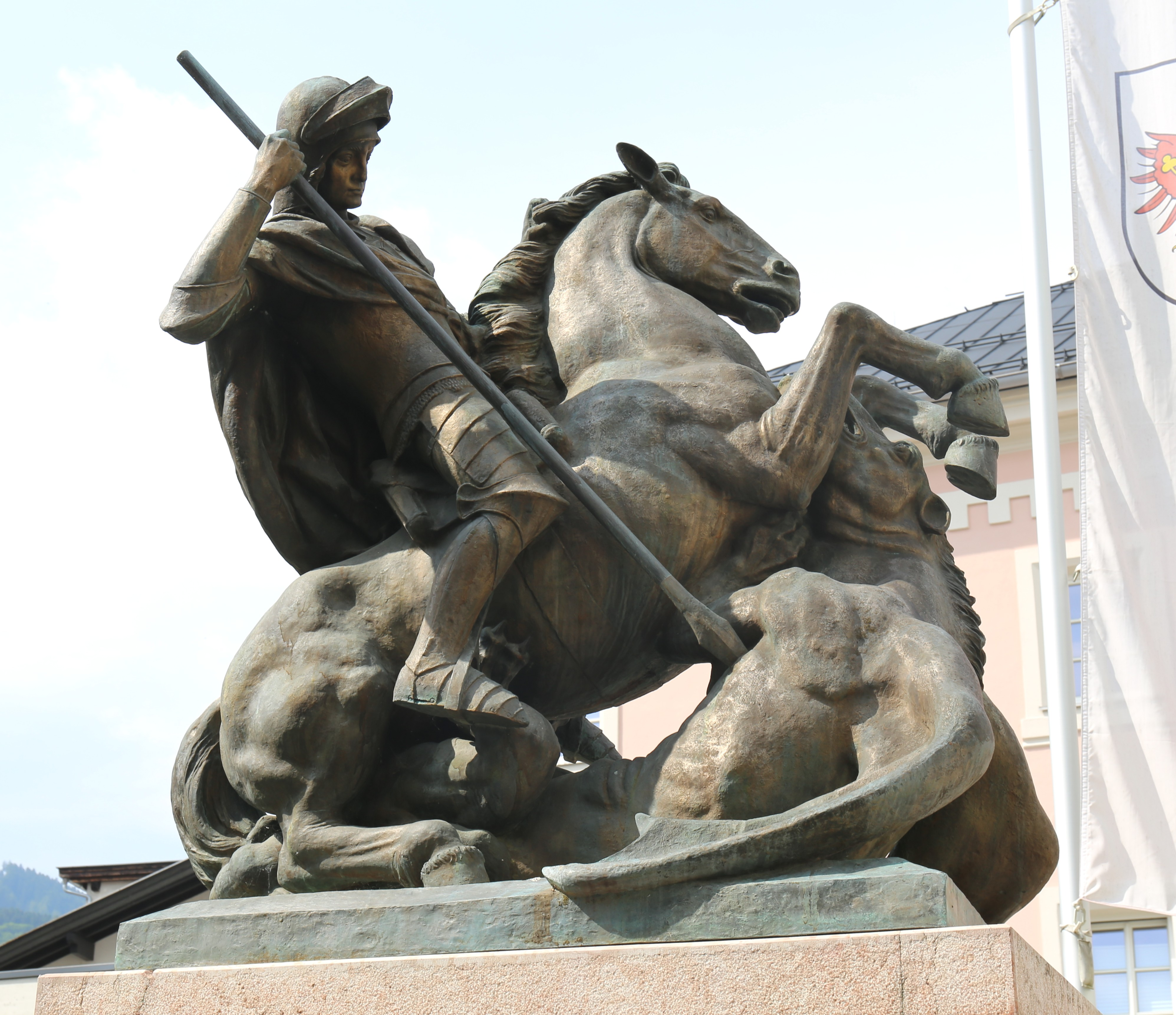
Skulptur des hl. Georg, Kriegerdenkmal Wörgl, 1928

Mit Unterstützung seines Onkels Franz Kranewitter, der seine Begabung erkannte, konnte Franz Josef Kranewitter nach der achtjährigen Volksschule die Staatsgewerbeschule in Innsbruck besuchen. Anschließend studierte er von 1914 bis 1922 an der Akademie der Bildenden Künste Wien in der allgemeinen Bildhauerschule bei Josef Müllner und in der Spezialschule für Bildhauerei bei Edmund von Hellmer. 1920 heiratete er die ebenfalls aus Nassereith stammende Maria Krismer, mit der er 1922 zurück nach Nassereith zog. 
Dort war Kranewitter als freischaffender Bildhauer tätig und schuf unter anderem Kriegerdenkmäler, Kruzifixe und Porträtbüsten, aber auch Larven für das Nassereither Schellerlaufen. Als Autodidakt zeichnete er Porträts und Landschaftsbilder.
Aufgrund eines schweren Augenleidens und einer darauffolgenden Staroperation konnte er ab Ende der 1960er Jahre nicht mehr künstlerisch arbeiten. Er starb 1974 nach einem Schlaganfall und wurde am Friedhof in Dormitz begraben.
1968 ernannte ihn seine Heimatgemeinde Nassereith zum Ehrenbürger.

## Werke

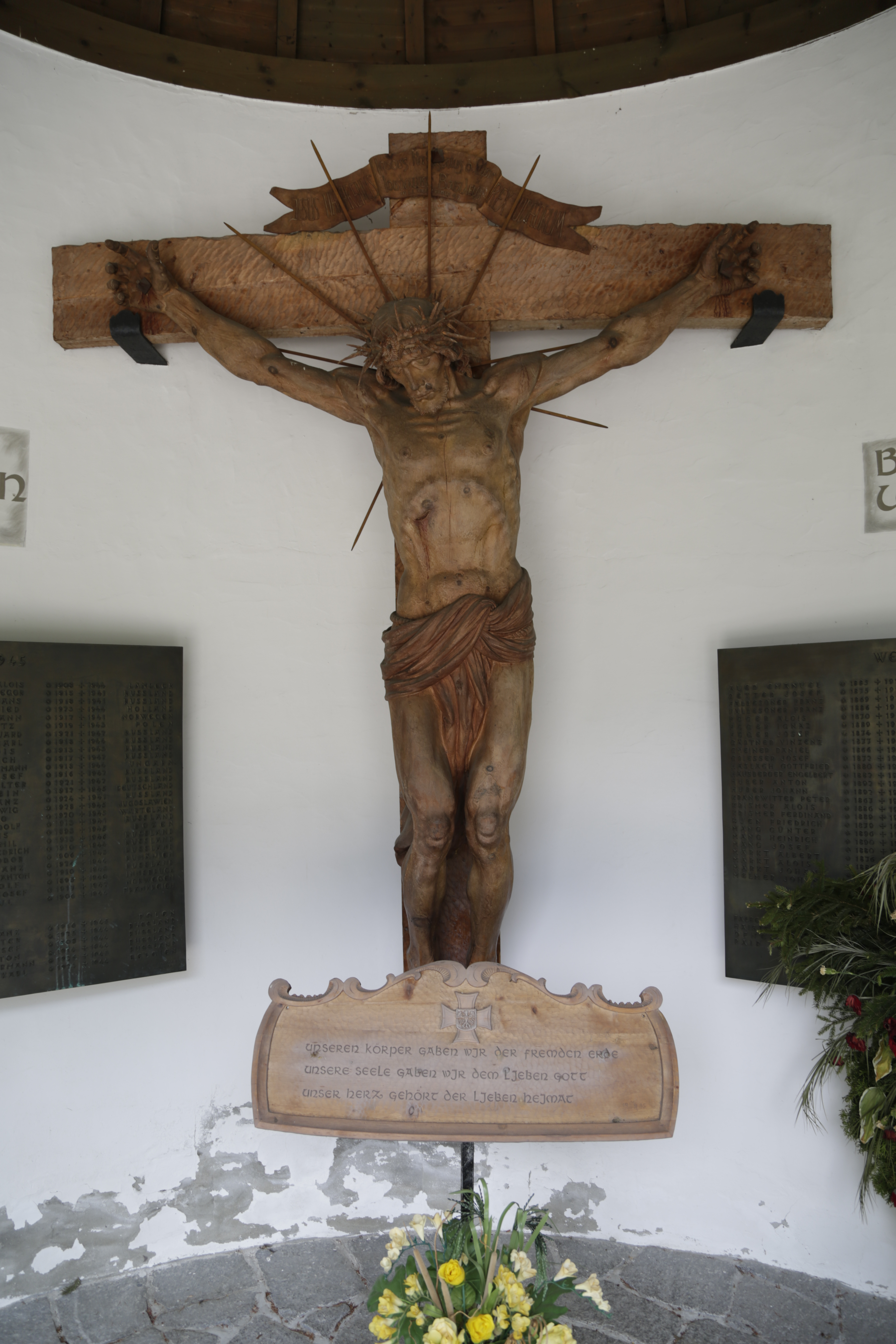
Kruzifix in der Kriegergedächtniskapelle Dormitz, 1949

- Bronzebüste, Denkmal für Aloys Sprenger, Nassereith, um 1913[2]
- Kriegerdenkmal mit Bronzefigur Trauernde Mutter südlich der Pfarrkirche in Ehrwald, 1928[3]
- Bronzefigur hl. Georg im Kampf mit dem Drachen, Kriegerdenkmal Wörgl, 1928[4]
- Bronzerelief mit Porträtbüste am Geburtshaus von Adolf Pichler in Erl, 1930[5][6]
- Entwurf zum Kriegerdenkmal in Fließ, 1932 vom Bildhauer Andreas Hatzl geschaffen[5]
- Dollfußbrunnen, Zell am Ziller, 1935[7]
- Kruzifix in der Kriegergedächtniskapelle Dormitz, 1949[8]
- Bronzebüste, Denkmal für Andreas Einberger, Telfs, um 1950[9]
- Brunnenfigur Maria Immaculata, Maibrunnen, Nassereith, 1953[10]
- Kruzifix, Kriegerdenkmal südöstlich an der Friedhofsmauer, Tarrenz, 1959[11]
- Holzlarven der Fasnacht in Nassereith[12][13]